# Hagnagora integra
Hagnagora integra är en fjärilsart som beskrevs av W. Warren 1909. Hagnagora integra ingår i släktet Hagnagora och familjen mätare. Inga underarter finns listade i Catalogue of Life.